# Donji Skugrić (Gradačac)
Pour les articles homonymes, voir Donji Skugrić.
Donji Skugrić (en serbe cyrillique : Доњи Скугрић) est un village de Bosnie-Herzégovine. Il est situé dans la municipalité de Gradačac, dans le canton de Tuzla et dans la fédération de Bosnie-et-Herzégovine. Selon les premiers résultats du recensement bosnien de 2013, il compte 54 habitants.
Avant la guerre de Bosnie-Herzégovine, le village faisait entièrement partie de la municipalité de Gradačac ; après la guerre, une portion de son territoire a été rattachée à la municipalité de Modriča, intégrée à la république serbe de Bosnie.

## Démographie

### Évolution historique de la population
| 1948 | 1953 | 1961  | 1971  | 1981  | 1991  | 2013 |
| ---- | ---- | ----- | ----- | ----- | ----- | ---- |
| -    | -    | 1 584 | 1 481 | 1 410 | 1 402 | 54   |

|  |